# Amarjeet Singh
Amarjeet Singh (Lumut, 22 februari 1939) is een Singaporees jurist. Hij was van 1992 tot 2000 rechter (judicial commissioner) aan het hooggerechtshof en van 2001 tot 2002 rechter van het Joegoslavië-tribunaal.

## Levensloop
Singh studeerde vanaf 1957 aan de Universiteit van Malakka in Singapore en slaagde daar in 1961 als Bachelor of Laws. In 1965 werd hij toegelaten tot de balies van Singapore en Maleisië en in 1981 eveneens tot die van West-Australië.
In 1962 begon hij zijn loopbaan bij justitie en doceerde hij daarnaast aan de Universiteit van Malakka. Vanaf 1964 was hij enkele jaren strafrechter voor verschillende districtsrechtbanken tot hij vanaf 1967 partner werd van een advocatenkantoor. Hierop werd hij van 1992 tot 2000  judicial commissioner bij het hooggerechtshof, wat in Singapore een functie is met een vergelijkbare macht als een rechter. Hier sprak hij vonnissen uit in 137 zaken binnen zowel het burgerlijk als strafrecht.
Vanaf 2001 behoorde hij tot de eerste zes rechters ad litem van het Joegoslavië-tribunaal in Den Haag voor een termijn tot 2005. Hier trad hij aan in de zaak tegen Milan Simić, Blagoje Simić, Miroslav Tadić en Simo Zaric. In april 2002 trad hij hier terug om gezondheidsredenen.
Singh is initiatiefnemer van de Amarjeet Singh SC Law Prize voor internationaal publiekrecht, die wordt uitgereikt door de School of Law van de Singapore Management University. Hij bracht verschillende publicaties voort.